# 시아와 세오리
시아와 세오리(シアワセオリー)는 FT아일랜드의 열 두 번째 일본 싱글로 『극장판 토리코 : 미식신의 스페셜메뉴』의 엔딩으로 활용되었다.
해당 노래명은 행운을 뜻하는 일본어 '시아와세'와 이론을 뜻하는 영어 'theory'의 일본식 발음인 '세오리'를 합쳐 만들었다.
대한민국에선 이 노래명이 행복이론으로 번역되었다.